# تذكرني (لعبة فيديو)
تذكرني (بالإنجليزية: Remember me)‏، هي لعبة فيديو من فئة الأكشن والمغامرات تم تطويرها في ستوديو دونتنود للترفيه لصالح شركة كابكوم المتخصصة في نشر الألعاب الإلكترونية، التي قامت بإصدارها في جميع أنحاء العالم بحلول يونيو 2013 على أنظمة مايكروسوفت ويندوز، بلاي ستيشن 3 وإكس بوكس 360. كان من المقرر في الأصل أن يتم تصميم كلعبة موجهة حصرا لأجهزة بلاي ستيشن 3 لصالح سوني تحت مسمى بلا هدف، لكن سرعان ما تم إيقاف مشروع تطوير اللعبة سنة 2011، لتشتريها في وقت لاحق شركة كابكوم الذي أعاد إحيائه كلعبة متعددة المنصات.
عرفت لعبة تذكرني عند اصدارها، اقبالا جيدا وإشادة من لدن النقاد؛ تم الإشادة بتصميمها العالمي، والموسيقى التصويرية لمألفها أوليفييه ديريفيير إضافة إلى التصور العام للقصة، في حين وجهت الانتقادات الرئيسية ضد جوانب أخرى من القصة، على غرار خيارات التصميم السيئة وأسلوب القتال المعتمد.

## اللعب
تذكرني هي لعبة منصات، تقوم على الاستكشاف والقتال. حيث تمكن اللاعبين من تقمص شخصية نيلين من منظور الشخص الثالث والتمتع بقوى إعادة خلط الذاكرة التي تمتلكها نيلين في اللعبة؛ إدخال ذكريات الهدف وإعادة ترتيبها للتلاعب بها. يقوم اللاعبون بذلك من خلال إعادة تشغيل ذاكرة الشخص الهدف وتعديل تفاصيل ذكرياته للتحكم في تصرفاته وتغيير تذكره للنتيجة. هناك أيضا سرقة الذكريات من الشخصيات الهدف واستخدام ما يسمى بـ «إعادة التغشية» لإعادة تشغيل الذاكرة في الوقت الفعلي: غالبا ما يكون هذا ضروريا لمواصلة اللعبة أو لتجنب المخاطر المخفية عن اللاعب. عندما ينخفض مستوى صحة اللاعب، تتعرض الشاشة لغليتش إلى غاية استعادة قدر كاف من الصحة.
في بعض الأحيان، تواجه نيلين تحديات فيي شكل ألغاز يجب حلها لفتح الأبواب من أجل مزيد من التقدم في مراحل اللعبة. فيما يخص أسلوب القتال، تسمح اللعبة للاعبين بإنشاء وتخصيص مجموعات الحركة الخاصة بهم في مختبر المجموعة (بالإنجليزية: the Combo Lab)‏، حيث يمكن استخدم أربع فئات من حركات القتال تضم أكثر من 50000 مجموعة ممكنة. تسمح هذه الحركات لهم بالقيام بأشياء مثل: صعق المجموعات المعادية، والتحرك بسرعة عالية والحصول على المزيد من الضربات، أو تحويل الروبوتات المعادية إلى الحلفاء وتذميرهم ذاتيا. يمكن للاعبين أيضا الوصول إلى أسلحة مقذوفة مثل السبامر والصاعق النابذ.

## التطوير
بدأ تطوير اللعبة بحلول 2008، خلال نفس الوقت الذي تأسست فيه دونتونود للترفيه. سميت اللبعة في بداية الأمر باسم بلا هدف؛ كان السياق العام الأصلي للعبة سيدور في عالم غارق في الاحتباس الحراري، حيث تستخدم شخصية اللاعب الرئيسية زلاجات مائية للتنقل بين أرجاء مدينة ساحلية. في وقت لاحق، أصبح فريق التطوير مهتما أكثر بمفهوم الذاكرة كموضوع مركزي، الشئ الذي دفعهم لإعاد تصميم اللعبة وفقا لذلك. على الرغم من أن مدير اللعبة جان ماكسيم موريس كان مترددا بشأن توطين أحداث اللعبة في باريس على اعتبار أن الاستوديو أسس هناك.
بدأ التطوير الكامل للعبة بحلول فبراير 2010،  كلعبة فيديو تقمص الأدوار لصالح شركة سوني، التي كانت ستقوم بنشرها بشكل حصري على بلاي ستيشن ثري. بسبب تخفيض الميزانية، نشأت خلافات إبداعية بين الشركة المطورة دونتونود وسوني أدت للحقا لتوقيف المشروع بوصول فبراير 2011. لجأت دونتونود فيما بعد لعرض المشوع في معرض غيمز كوم في نفس السنة على أمل أن يحظى بالاهتمام اللازم لتأمين صفقة نشر أخرى. اشترت كابكوم حقوق اللعبة سنة 2012 وقدمت التمويل اللازم للمشروع، وأعادت توجيه تصور اللعبة لتكون لعبة أكشن ومغامرة يتم إصدارها على منصات متعددة.
استلهم موضوع اللعبة الرئيسي من مواقع الشبكات الاجتماعية المنتشرة في العالم الحديث، على غرار فيسبوك، تمبلر وتويتر. تعالج لعبة تذكرني موضوع الهوية البشرية من وجهة نظر رقمية بخلاف نظيرتها الحياة غريبة والتي طوتها نفس الشركة. 
تأثرت اللعبة بعدد من أعمال أنمي السايبربانك الكلاسيكية مثل أكيرا وشبح في الهيكل إضافة إلى واحدة من أهم الأعمال الأدبية المشار إليها في اللعبة متمثلة في رواية تسعة عشر أربعة وثمانين لكاتبها جورج أورويل. عندما سئل موريس في مقابلة عن سبب جعل الشخصية البطلة أنثى، أجاب أنه كان يريد لعبة من نوع سايبربانك تدور حول «الطريقة التي تتقاطع بها الهوية والعاطفة والعلاقة الحميمة مع التكنولوجيا»، لذلك كان من المنطقي أكثر بالنسبة له أن تكون شخصية اللاعب أنثى. مع ذلك، عندما عرضت اللعبة على ناشرين محتملين، لم يتحمس الكثير منهم لدعم المشروع، قائلين إن الشخصية الذكورية ستكون أكثر نجاحا.
ألفت الموسيقى التصويرية للعبة تذكرني من طرف أوليفييه ديريفيير، الذي سجل النوتات الموسيقية بمساعدة أوركسترا مكونة من 70 مسيقيا، ثم عدلها وغير عليها فيما بعد باستخدام المعدات الإلكترونية. في مقابلة مع مجلة غيم إنفورمر، قال ديريفيير: «أثناء احتكاكي المباشر الأول باللعبة، كنت مرتبكا للغاية بسبب كثرة المعلومات وشعرت فيما بعد أن الموسيقى يجب أن تعكس هذا الارتباك». ديريفيير كشف أيضا أن اللاعبين لن يسمعوا تلك التيمة الرئيسية حتى نهاية اللعبة، بالنظر إلى أنها مبعثرة في الأجزاء المتبقية من النتيجة لتعكس طبيعة اللعبة وقصة نيلين. كنتيجة لعمله هذا، تحصل ديريفيير على جائزة الرابطة الدولية لنقاد الموسيقى التصويرية (IFMCA) سنة 2013 كأفضل نتيجة أصلية في فئة ألعاب الفيديو أو الوسائط التفاعلية. تم إنشاء تذكرني باستخدام محرك أنريل إنجن ثري،  بغرض تقليل عبء العمل الذي يتطلبه إنشاء ملكية فكرية جديدة باستوديو ناشئ يضم أقل من 100 موظف.لتقييم المحرك، تعاونت دونتونود مع فريق مهندسين من إيبك جيمز في مراحل مختلفة أثناء الإنتاج.

## الملخص

### الإطار العام
تدور أحداث اللعبة سنة 2084 في مستقبلية من مدينة باريس، التي تدعى نيو باريس. حيث ابتكرت شركة ميموريز غرسة دماغية جديدة تسمى سانسن، تمنح ل 99 في المائة من المواطنين إمكانية تعديل ذكرياتهم وتبادلها، فضلا عن إزالة ذكراتهم غير السعيدة. أدى هذا الإبتكار إلى بروز دولة تحكمية تقوم على مراقبة المواطنين؛
الأمر الذي رفضه مجموعة صغيرة من المتمردين يطلق عليهم اسم «الإرهابيين»، والذين يسعون بشتى الطرق لمحاولة إسقاط الشركة. على الطرف المقابل نشأت مجموعة أخرى تسمى قافزبن، وهم مدمنون ذكريات يعيشون في مجاري نيو باريس؛ أدى امتصاصهم لكم هائل من الذكريات إلى فساد غرسات الدماغ (سانس) الخاصة بهم وتحولهم إلى شكل دون بشري.

### الحبكة
تبدأ لعبة تذكرني باستيقاض الشخصية الرئيسية نيلين (كيزيا بورووز) التي يتم اعتبارها «إرهابية»؛ هي الأخرى «صائدة ذكريات» سابقة من النخبة، لتجد نفسها مسجونة في قلعة الباستيل وفاقدة للذاكرة، حيث مسحت ذكرياتها بشكل كامل تقريبا من طرف ميموريز بسبب الخوف من قدراتها الخاصة وإمكانية عدم السيطرة عليها. أثناء اصطحابها لمحو آخر ذكرياتها، يساعدها رجل غامض عن بعد يُدعى إيدج (زعيم الإرهابين) على الهروب. يخبرها إيدج بأنها أيضا إرهابية ولها موهبة سرقة وإعادة خلط الذكريات. بعد تمكنها من الهروب، تلجأ إلى الأحياء الفقيرة في نيو باريس، حيث تقابل هناك زميلها تومي. في مرحلة معينة بعد الهروب، تتعرضت نيلين وتومي للهجوم على يد أولغا سيدوفا، صيادة الجوائز الذي يطارد نيلين. تتمكن نيلين بفضل قدراتها الخاصة من الغوص في عقل أولغا وتعيد مزج ذاكرتها لتجعل أولغا تعتقد أن زوجها قُتل على يد دكتور يعمل في شركة ميموريز. نتيجة لذلك، تصبح أولغا حليفة للإرهابيين، وتنقل نيلين إلى وجهتها الأولى.
عند وصولها إلى منطقة سان ميشيل، طلب إيدج من نيلين أن تقوم بمساعدة من قبل ارهابي آخر "اقتراح خاطئ"، سرقة رموز سرية من كاوري شيريدان، كبيرة المهندسين المعماريين في نيو باريس. بعد استرجاع الرموز وارسالها إلى إيدج، يستخدمها هذا الأخير لفتح سد سان ميشيل، وإغراق المنطقة. بسبب الفيضان ومخلفاته، صارت نيلين قادرة على التسلل إلى الباستيل والتوجه إلى خوادم الذاكرة لتحرير الذكريات المخزنة الخاصة بها وبزملائها بالموازات مع القضاء على مدام، وهي المديرة المتسلطة لسجن الباستيل. مع هزيمة مدام، تطلق نيلين ذكريات السجناء وتستعيد جزءا من ذكرياتها. نتيجة لذلك، تتذكر الجريمة التي أودعتها سجن الباستيل؛ في إحدى المهمات، أعاد نيلين مزج ذاكرة قائد ميموريز وجعلته يعتقد بأنه قد قتل صديقته.  الشئ الذي دفعه إلى الإقدام على  الانتحار.
انخرطت نيلين بعدها في خطة إيدج التالية: متمثلة في إعادة تشكيل ذاكرة سكايلا كارتييه ويلز، وهو الرئيس التنفيذي لشركة ميموريز، لجعلها ترى الضرر الذي تسببه تكنولوجيا شركتها. لتحقيق ذلك تشق «نيلين» طريقها إلى مكتب سكايلا وتدخل في عقلها، لتعيد خلط ذكرى حادث سيارة تركها تشعر بمرارة تجاه العالم. بينما تقوم بتغيير الذاكرة لجعل سكايلا شخصًا أكثر تعاطفا، تكتشف «نيلين» أنها ابنة سكايلا. طلب إيدج بعدها من نيلين التوجه إلى أقبية الباستيل لإنقاذ طلب خاطئ الذي تم أسره. وجدتة في النهاية، لكن اكتشفت أن ذاكرته قد محيت تماما.
يتضح بعدها، أن العالم كويد الذي يشتغل في ميمورز هو من يتحكم في القادة عن طريق غرسات سانسن الخاصة بهم. في تلك الأثناء، يدخل جوني جرينتيث (زميل سابق لكويد، نفسه الذي تم إجراء تجارب عليه وتحويله إلى «قافز») على الخط ويقتل كويد ويستعد لتدمير الباستيل بنفسه. يقوم طلب خاطئ بمساعدة نيلين للقضاء على جوني لكن ذلك يكلفه خسارة حياته، على عكس نيلين التي تتمكن من الهروب من المنشأة المدمرة.
مع توقف جميع العمليات السرية للميموريز، يضغط إيدج على نيلين للعثور على «مكعب المعرفة» وقاعدة ميموريز المركزية وتدمير «إتش ثري أو»، خادم الذاكرة المركزي.
بمجرد وصولها، قابلت والدها تشارلز كارتييه ويلز، مبتكر غرسة الدماغ «سانسن».  عند عثورها عليه، تكتشف أنه وبسبب حادث السيارة الذي أصاب زوجته، أصبح منغمسا في حلم خلق علم مثالي خالي من الذكريات المؤلمة، وكل ذلك كان بسبب رغبته في مساعدة نيلين على نسيان الحادث. قامت نيلين باستخدام قدراتها بالذخول إلى ذاكرته وجعله يرى الضرر الذي تسبت به تقنيته، في نفس الوقت تصل سكايلا لإقناع تشارلز لمساعدة نيلين على الدخول إلى الخادم المركزي. بمجرد وصولها إلى الخادم المركزي، يتضح لنيلين أن إيدج هو مجرد كيان مدرك تم إنشاؤه من خلال اندماج الذكريات غير المرغوب فيها داخل خادم الذاكرة إتش ثري أو. تدخل نيلين أخيرا إلى الخادم، وبإرادة من إيدج (أو إتش ثري أو) وتدمره لتعيد الذكريات إلى عامة الناس.
مع إطلاق الذكريات، تتذكر نيلين آخر كلمات إيدج التي شبه فيها العقل بالحصن، حيث يقول إيدج : «أنه مات لتذكير الناس بأن الذكريات لا ينبغي أن تصبح مفتوحة ومتاحة للجميع، وأن الذكريات المؤلمة منها يجب أن تعاش بها بدلا من أن تزال بالقوة». توصلت إلى استنتاج مفاده أنه خارج عقلها الذي تم ترميمه الآن، لديها عائلة مرة أخرى وعالم مدمر ستعافى.

## الاستقبال والمراجعات
| استقبال |                                                              |
| --- | ------------------------------------------------------------ |
| مجموع النقاط المجموع نقاط ميتاكريتيك (بلاي ستيشن 3) 72/100 [ 27 ] (اكس بوكس 360) 70/100 [ 28 ] (الحاسوب) 65/100 [ 29 ] نتائج المراجعة نشرة نقاط إدج 8/10 [ 30 ] يورو غيمر 7/10 [ 31 ] غيم إنفورمر 7.75/10 [ 32 ] غيم سبوت 7/10 [ 3 ] غيمز رادار [ 33 ] غيم تريلرز 6.8/10 [ 34 ] آي جي إن 5.9/10 [ 35 ] جويستيك [ 36 ] مجلة بلاي ستيشن الرسمية (المملكة المتحدة) 7/10 [ 37 ] بوليغون 8/10 [ 38 ] |                                                              |
| مجموع النقاط |                                                              |
| المجموع | نقاط                                                         |
| ميتاكريتيك | (بلاي ستيشن 3) 72/100 (اكس بوكس 360) 70/100 (الحاسوب) 65/100 |
| نتائج المراجعة |                                                              |
| نشرة | نقاط                                                         |
| إدج | 8/10                                                         |
| يورو غيمر | 7/10                                                         |
| غيم إنفورمر | 7.75/10                                                      |
| غيم سبوت | 7/10                                                         |
| غيمز رادار | [ 33 ]                                                       |
| غيم تريلرز | 6.8/10                                                       |
| آي جي إن | 5.9/10                                                       |
| جويستيك | [ 36 ]                                                       |
| مجلة بلاي ستيشن الرسمية (المملكة المتحدة) | 7/10                                                         |
| بوليغون | 8/10                                                         |

تلقت لعبة تذكرني مراجعات «متباينة أو متوسطة»، وفقا لموقع ميتاكريتيك. بحلول سنة 2017، صنفت صحيفة ديلي تلغراف لعبة تذكرني كواحدة من أفضل ألعاب الفيديو من نوع السيبربانك. بشكل عام، تم الثناء على التصميم العالمي والموسيقى التصويرية والحبكة، بينما تم انتقاد جوانب القصة وخيارات التصميم وأسلوب القتال.
أشاد طاقم مجلة إدج بشخصية نيلين واعتبروا أنها هي «مصدر قوة القصة» لامتلاكها مزيجا من السمات الشخصية التي جعلتها محبوبة على الفور، تم الإشادة بقصة استعادة ذكرياته المفقودة. توم برامويل من يورو غيمر أعرب من جهته عن تقديره للعمل الذي قام به فريق التطوير في دونتونود وبصفة خاص أسلوب القتال في اللعبة الذي وصفه بـ«المنعش». لقد شعر أن التطرق لما سمي إعادة مزج الذاكرة في اللعبة، كانت جذابة وقال إن تمثيل التكنولوجيا التي أسيء استخدامها تم التعامل معه بشكل جيد.
وفقا لبن ريفيز من غيم إنفورمر، كانت ما سمي في اللعبة «إعادة مزج الذاكرة» كان أبرز ما ميزها، وأن الموسيقى التصويرية أيضا سببا جعل تجربة خوض اللعبة أكثر استمتاع. كيفن فانوردمن موقع غيم سبوت، كان هو الآخر راضيا عن الشخصية الرئيسية في اللعبة، حيث وصفها بأنها «البطلة العظيمة التي تتمتع بالقوة والضعف». تم أيضا الثناء على الإعداد العام للعبة وكذا مسلماتها، مع تقييم الموسيقى التصويرية على أنها «رائعة». كتبريان تالجونيك غيمز رادار من جهته، بشكل إيجابي عن طريقة تهيئة المدينة في اللعبة وأشار إلى أنها غنية بالتفاصيل. كما وافق تالجونيك على أن محطات إعادة مزج الذاكرة كانت الأكثر إثارة من بين جميع الميزات الأخرى في اللعبة.
على العكس من ذلك، اشتكى فريق مجلة إدج من الشخصيات الأخرى في اللعبة، حيث إعتبرو أنها وبخلاف شخصية نيلين كان أغلبها ضعيفا. رأى كثيرون الأجزاء المتلاحقة من القصة قد عانت كثيرا من وجود عناصر الخيال العلمي. بالإضافة إلى ذلك، تم التقليل من عدم وجود دافع خارجي للشخصية الرئيسية للعبة. عبر ريفز من جهته عن عدم رضاه عن الشخصيات، التي قال إن عالمها كان أكثر إثارة من الشخصيات نفسها، لذلك كتب موبخا قصة اللعبة وقال إنها «غير ملهمة». لاحظ فانورد أن اللعبة تقد عثرت بسبب قصتها غير المرضية وتصميمها الذي كان دون المستوى. كما تم أيضا انتقاد الحوار والاستعارات بسبب تسببها في إضعاف إمكانات القصة. تالجونيك أيضا لم يرقه الحوار، حيث أشار إلى أن المصطلحات الغامضة المستخدمة كانت واحدة من المخالفات الرئيسية للعبة.
رأى كيتزمان من مدونة جويسيتيك أن لعبة تذكرني هي «لعبة أكشن متواضعة ومتوسطه» تم فيها إعطاء قيمة أكبر للمظهر على حساب الأداء، كما اعترض من جهة أخرى على القتال قائلا أنه «خانق» وخالي من الإثارة. ارتباطا بذلك، أصيب موظفو بلاي ستيشن في المملكة المتحدة أيضا بخيبة أمل تجاه اللعبة التي تجعل اللاعبين ينغمسون في «قتال عام».

### المبيعات
تصدرت لعبة تذكرني بعد صدورها قائمة ألعاب شركة كابكوم، بمبيعلت تجاوزت سقف المليون نسخة. كما أن إدراجها على منصة بلاي ستيشن بلوس قد أدى أيضا إلى زيادة عدد اللاعبين عن مليوني لاعب، مما جعلها ثاني أكثر منتجات المنصة تنزيلًا في أوروبا.

## وسائط أخرى
قبل إصدار اللعبة، نشرت قصة تمهيدية رسمية باستخدام موقع ويب متعدد الوسائط. صور الموقع التفاعلي على أنه يوميات كارتييه ويلز، مؤسس شركة ميموريز ومبتكر غرسة الدماغ ساينس، حيث يتم فيه سرد واستعراض قصة ميموريز خلال المائة عام التي سبقت بدء اللعبة. في الوقت الذي تم فيه إصدار اللعبة، أصدرت دار النشر دارك هورس كومكس كتاب هزليي يتألف من 24 صفحة كتبه مات كيندت ورسم شخصياته ماثيو ساوثوورث، كعنصر مكافأة حصري لأولئك الذين طلبوا اللعبة مسبقًا من على موقع غيم ستوب. نشر دارك هورس في وقت لاحق، كتابا مؤلفا من 184 صفحة بغلاف مقوى ضم الفن التصوري للعبة بالإضافة إلى تعليق المطور. 
بحلول 20 يونيو 2013، تم نشر رواية تمهيدية رسمية أخرى، هذه المرة قبل أشهر من بدء اللعبة، حيث ركزت هذه القصة على شخصية نيلين. كانت بعنوان «تذكرني: أرشيف الباندورا»، كتبها الروائي البريطاني سكوت هاريسون ونشرتها كابكوم في شكل كتاب إلكتروني.

## التتمة
بحلول سنة 2015، كانت دونتنود قد حضرت بالفعل السيناريو الذي ستؤول إليه القصة  في أفق تتمة محتملة للعبة. حيث قال المدير الإبداعي جان ماكسيم موريس حرفيا: «نحن نعرف ما الذي سنفعله من أجل تذكرني 2. لقد تمت كتابة القصة الرئيسية ونحن نعرف ما الذي سنضيفه إلى الوصفة وما سنصلحه.. اللعبة فعليا جاهزة للتصنيع، لكن هذا القرار يعود إلى كابكوم». هذا ويضيف موريس قائلا: «أن دونتوند كان ينوي العمل على موسم آخر من لعبة الحياة غريبة قبل الشروع في تكملة لعبة تذكرني». مع ذلك، فان التكهنات تشير إلى  أن تتمة اللعبة في الوقت الحالي لم تعد قابلة للتطبيق مع كابكوم؛ الرئيس التنفيذي للشركة أوسكار جيلبرت نفسه قال: بالرغم من أن «لعبة تذكرني كانت جيدة»، إلا أن النجاح غير المتوقع للعبة الحياة غريبة كان هو الوحيد الذي أنقذ الشركة من وضع مالي «صعب للغاية».